# Richard Marx
Richard Noel Marx (* 16. September 1963 in Chicago, Illinois) ist ein US-amerikanischer Sänger und Songwriter.

## Karriere
Richard Marx ist in einer musikalischen Familie aufgewachsen – sein Vater Dick Marx war Komponist und Gesangslehrer, seine Mutter Ruth Sängerin.
Entdeckt wurde Marx zu Beginn der 80er Jahre von Lionel Richie, für den er im Anschluss als Background-Sänger arbeitete. Bereits 1987 veröffentlichte Richard Marx sein gleichnamiges Solodebüt, das vor allem in den USA großen Erfolg hatte. 1989 schaffte er den endgültigen Durchbruch mit seiner Ballade Right Here Waiting aus seinem zweiten Album Repeat Offender. Sein drittes Album Rush Street (1991) knüpfte an die Erfolge der ersten beiden LPs an und brachte Marx auf den Höhepunkt seiner Solo-Karriere.
In den folgenden Jahren veröffentlichte er vier weitere Platten, darunter ein Best-Of-Album, doch an die Erfolge früherer Jahre konnte er nicht mehr anknüpfen. Er zog sich weitestgehend aus der Öffentlichkeit zurück und arbeitete vor allem als Songschreiber für viele namhafte Künstler. So schrieb er unter anderem Texte für Kenny Loggins, Lara Fabian, 98 Degrees oder 'N Sync. Zudem engagierte er sich in dieser Zeit besonders für die Lehre der Kunst und Musik in Schulen und für eine Kampagne gegen das Rauchen.
Erst mit seinem achten Soloalbum, My Own Best Enemy, schaffte er 2004 ein vielbeachtetes Comeback. Auf dieser Platte arbeitete Marx mit einigen bekannten Kollegen wie Fee Waybill, Michael Landau und Keith Urban zusammen. Seine Single Ready To Fly wurde die inoffizielle Hymne der Vierschanzentournee 2005.
Insgesamt wurden von Marx in seiner Laufbahn über 30 Millionen Platten verkauft. Er hatte als Sänger 19 TOP-20 Hits, davon sieben Nummer-eins-Hits und hat 13 weitere für andere Künstler geschrieben. 2004 gewann er mit Luther Vandross einen Grammy-Award für den Song Dance With My Father als „Song of the year“. 2016 veröffentlicht Richard Marx eine eigene Version des Songs.
Marx war von 1989 bis 2014 mit der Schauspielerin Cynthia Rhodes verheiratet und hat mit ihr drei Söhne. Seit 23. Dezember 2015 ist Marx mit der Schauspielerin Daisy Fuentes verheiratet.

## Diskografie

### Studioalben
| Jahr | Titel             | Höchstplatzierung, Gesamtwochen, AuszeichnungChartplatzierungen (Jahr, Titel, Platzierungen, Wochen, Auszeichnungen, Anmerkungen) | Höchstplatzierung, Gesamtwochen, AuszeichnungChartplatzierungen (Jahr, Titel, Platzierungen, Wochen, Auszeichnungen, Anmerkungen) | Höchstplatzierung, Gesamtwochen, AuszeichnungChartplatzierungen (Jahr, Titel, Platzierungen, Wochen, Auszeichnungen, Anmerkungen) | Höchstplatzierung, Gesamtwochen, AuszeichnungChartplatzierungen (Jahr, Titel, Platzierungen, Wochen, Auszeichnungen, Anmerkungen) | Höchstplatzierung, Gesamtwochen, AuszeichnungChartplatzierungen (Jahr, Titel, Platzierungen, Wochen, Auszeichnungen, Anmerkungen) | Anmerkungen                              |
| Jahr | Titel             | DE | AT | CH | UK | US | Anmerkungen                              |
| ---- | ----------------- | --- | --- | --- | --- | --- | ---------------------------------------- |
| 1987 | Richard Marx      | — | — | — | UK68 (2 Wo.)UK | US8 ×3Dreifachplatin · (86 Wo.)US                                                                                                 | Erstveröffentlichung: 15. Mai 1987       |
| 1989 | Repeat Offender   | DE9 Gold · (60 Wo.)DE | AT27 (2 Wo.)AT | CH7 Gold · (14 Wo.)CH | UK8 Gold · (12 Wo.)UK | US1 ×4Vierfachplatin · (66 Wo.)US                                                                                                 | Erstveröffentlichung: 2. Mai 1989        |
| 1991 | Rush Street       | DE33 (25 Wo.)DE | — | CH17 (7 Wo.)CH | UK7 Gold · (20 Wo.)UK | US35 Platin · (58 Wo.)US | Erstveröffentlichung: 28. Oktober 1991   |
| 1994 | Paid Vacation     | DE18 (17 Wo.)DE | AT34 (3 Wo.)AT | CH7 (16 Wo.)CH | UK11 (6 Wo.)UK | US37 Platin · (23 Wo.)US | Erstveröffentlichung: 31. Januar 1994    |
| 1997 | Flesh and Bone    | DE52 (4 Wo.)DE | — | CH24 (6 Wo.)CH | — | US70 (6 Wo.)US | Erstveröffentlichung: 8. April 1997      |
| 2000 | Days in Avalon    | — | — | — | — | — | Erstveröffentlichung: 24. Oktober 2000   |
| 2004 | My Own Best Enemy | — | — | — | — | US126 (1 Wo.)US | Erstveröffentlichung: 10. August 2004    |
| 2008 | Emotional Remains | — | — | — | — | — | Erstveröffentlichung: 31. Oktober 2008   |
| 2008 | Sundown           | — | — | — | — | — | Erstveröffentlichung: 31. Oktober 2008   |
| 2012 | Christmas Spirit  | — | — | — | — | US181 (1 Wo.)US | Erstveröffentlichung: 22. Oktober 2012   |
| 2014 | Beautiful Goodbye | — | — | — | — | US39 (1 Wo.)US | Erstveröffentlichung: 8. Juli 2014       |
| 2020 | Limitless         | DE91 (1 Wo.)DE | — | CH64 (1 Wo.)CH | — | — | Erstveröffentlichung: 7. Februar 2020    |
| 2022 | Songwriter        | DE95 (1 Wo.)DE | — | CH68 (1 Wo.)CH | — | — | Erstveröffentlichung: 30. September 2022 |

### Livealben
- 1992: Live in USA 1988/92
- 1992: Live Music Hall Koln 1992
- 2008: Ringo Starr & His All Starr Band Live 2006
- 2010: Duo Live
- 2012: A Night Out with Friends

### Kompilationen
| Jahr | Titel         | Höchstplatzierung, Gesamtwochen, AuszeichnungChartplatzierungen (Jahr, Titel, Platzierungen, Wochen, Auszeichnungen, Anmerkungen) | Höchstplatzierung, Gesamtwochen, AuszeichnungChartplatzierungen (Jahr, Titel, Platzierungen, Wochen, Auszeichnungen, Anmerkungen) | Anmerkungen                            |
| Jahr | Titel         | UK | US | Anmerkungen                            |
| ---- | ------------- | --- | --- | -------------------------------------- |
| 1997 | Greatest Hits | UK34 Gold · (4 Wo.)UK | US140 Gold · (11 Wo.)US | Erstveröffentlichung: 4. November 1997 |

Weitere Kompilationen
- 1991: Marx
- 1993: Greatest Hits
- 1994: Ballads
- 1997: His Songs, Your Life
- 2000: Timeline
- 2000: The Best of
- 2000: The Essential
- 2008: Duo
- 2009: The Music of Richard Marx: 1987–2009
- 2010: Stories to Tell
- 2010: Hits & Ballads
- 2012: Inside My Head
- 2012: Seven & Seven
- 2014: Now and Forever: The Ballads
- 2016: The Ultimate Collection

### EPs
- 1995: Channel V at the Hard Rock Live
- 2004: Live Acoustic
- 2011: The Christmas EP
- 2021: The Vault Vol. 1

### Singles
| Jahr | Titel Album                             | Höchstplatzierung, Gesamtwochen, AuszeichnungChartplatzierungen (Jahr, Titel, Album, Platzierungen, Wochen, Auszeichnungen, Anmerkungen) | Höchstplatzierung, Gesamtwochen, AuszeichnungChartplatzierungen (Jahr, Titel, Album, Platzierungen, Wochen, Auszeichnungen, Anmerkungen) | Höchstplatzierung, Gesamtwochen, AuszeichnungChartplatzierungen (Jahr, Titel, Album, Platzierungen, Wochen, Auszeichnungen, Anmerkungen) | Höchstplatzierung, Gesamtwochen, AuszeichnungChartplatzierungen (Jahr, Titel, Album, Platzierungen, Wochen, Auszeichnungen, Anmerkungen) | Höchstplatzierung, Gesamtwochen, AuszeichnungChartplatzierungen (Jahr, Titel, Album, Platzierungen, Wochen, Auszeichnungen, Anmerkungen) | Anmerkungen                                            | [↑]: gemeinsam behandelt mit vorhergehendem Eintrag; [←]: in beiden Charts platziert |
| Jahr | Titel Album                             | DE | AT | CH | UK | US | Anmerkungen                                            |                                                                                      |
| ---- | --------------------------------------- | --- | --- | --- | --- | --- | ------------------------------------------------------ | ------------------------------------------------------------------------------------ |
| 1987 | Don’t Mean Nothing Richard Marx         | — | — | — | UK78 (3 Wo.)UK | US3 (21 Wo.)US | Erstveröffentlichung: 26. Mai 1987                     |                                                                                      |
| 1987 | Should’ve Known Better Richard Marx     | — | — | — | UK50 (6 Wo.)UK | US3 (21 Wo.)US | Erstveröffentlichung: 8. September 1987                |                                                                                      |
| 1988 | Endless Summer Nights Richard Marx      | — | — | — | UK50 (6 Wo.)UK | US2 (21 Wo.)US | Erstveröffentlichung: 5. Januar 1988                   |                                                                                      |
| 1988 | Hold On to the Nights Richard Marx      | — | — | —[UK: ↑] | UK50 (6 Wo.)UK | US1 (21 Wo.)US | Erstveröffentlichung: 3. Mai 1988                      |                                                                                      |
| 1989 | Satisfied Repeat Offender               | DE42 (12 Wo.)DE | — | — | UK52 (4 Wo.)UK | US1 (15 Wo.)US | Erstveröffentlichung: April 1989                       |                                                                                      |
| 1989 | Right Here Waiting Repeat Offender      | DE12 (25 Wo.)DE | AT19 (8 Wo.)AT | CH6 (18 Wo.)CH | UK2 Gold · (10 Wo.)UK | US1 Platin · (21 Wo.)US | Erstveröffentlichung: Juni 1989                        |                                                                                      |
| 1989 | Angelia Repeat Offender                 | DE23 (19 Wo.)DE | — | CH9 (12 Wo.)CH | UK45 (4 Wo.)UK | US4 (17 Wo.)US | Erstveröffentlichung: September 1989                   |                                                                                      |
| 1990 | Too Late to Say Goodbye Repeat Offender | DE53 (10 Wo.)DE | — | — | UK38 (3 Wo.)UK | US12 (13 Wo.)US | Erstveröffentlichung: Januar 1990                      |                                                                                      |
| 1990 | Children of the Night Repeat Offender   | DE58 (9 Wo.)DE | — | — | UK54 (2 Wo.)UK | US13 (15 Wo.)US | Erstveröffentlichung: 1990                             |                                                                                      |
| 1991 | Keep Coming Back Rush Street            | DE52 (11 Wo.)DE | — | CH22 (6 Wo.)CH | UK55 (2 Wo.)UK | US12 (20 Wo.)US | Erstveröffentlichung: 7. Oktober 1991                  |                                                                                      |
| 1992 | Hazard Rush Street                      | DE42 (11 Wo.)DE | — | CH26 (7 Wo.)CH | UK3 Silber · (15 Wo.)UK | US9 (20 Wo.)US | Erstveröffentlichung: 28. Januar 1992                  |                                                                                      |
| 1992 | Take This Heart Rush Street             | — | — | — | UK13 (6 Wo.)UK | US20 (20 Wo.)US | Erstveröffentlichung: 1992                             |                                                                                      |
| 1992 | Chains Around My Heart Rush Street      | — | — | — | UK29 (6 Wo.)UK | US44 (13 Wo.)US | Erstveröffentlichung: 1992                             |                                                                                      |
| 1994 | Now and Forever Paid Vacation           | DE54 (14 Wo.)DE | — | — | UK13 (7 Wo.)UK | US7 (27 Wo.)US | Erstveröffentlichung: 17. Januar 1994                  |                                                                                      |
| 1994 | Silent Scream Paid Vacation             | DE79 (5 Wo.)DE | — | — | UK32 (5 Wo.)UK | — | Erstveröffentlichung: April 1994                       |                                                                                      |
| 1994 | The Way She Loves Me Paid Vacation      | — | — | — | UK38 (3 Wo.)UK | US20 (19 Wo.)US | Erstveröffentlichung: Juli 1994                        |                                                                                      |
| 1997 | Until I Find You Again Flesh and Bone   | — | — | — | UK97 (1 Wo.)UK | US42 (20 Wo.)US | Erstveröffentlichung: April 1997                       |                                                                                      |
| 1997 | At the Beginning Anastasia (O.S.T.)     | DE77 (9 Wo.)DE | — | — | — | US45 (20 Wo.)US | Erstveröffentlichung: 21. Oktober 1997 mit Donna Lewis |                                                                                      |
| 2005 | Ready to Fly My Own Best Enemy          | DE48 (9 Wo.)DE | — | — | — | — | Erstveröffentlichung: Mai 2005                         |                                                                                      |

Weitere Singles
- 1987: Lonely Heart
- 1988: Have Mercy
- 1989: Nothing You Can Do About It
- 1991: Hard to Believe
- 1992: Can’t Help Falling in Love
- 1992: Playing with Fire
- 1995: Nothing Left Behind Us
- 1995: Haunt Me Tonight
- 1996: Heart of My Own
- 1997: Touch of Heaven
- 1997: Every Day of Your Life
- 1997: Surrender to Me
- 1998: Slipping Away
- 1998: Thanks to You
- 1998: Angel’s Lullaby
- 2000: Days in Avalon
- 2001: Straight from My Heart

### Videoalben
- 1990: Richard Marx Volume I (US: Platin)

## Auszeichnungen für Musikverkäufe
| Goldene Schallplatte - Australien - 1988: für das Album Richard Marx - Chile - 1990: für das Album Repeat Offender - Dänemark - 1991: für das Album Repeat Offender - 2019: für das Album Greatest Hits - 2020: für die Single Right Here Waiting - Japan - 1991: für das Album Repeat Offender - 1994: für das Album Paid Vacation - 1994: für das Album Ballads - Kanada - 1989: für die Single Right Here Waiting - 1994: für das Album Paid Vacation - Mexiko - 1991: für das Album Repeat Offender - Neuseeland - 1992: für die Single Hazard - 1998: für das Album Greatest Hits - Norwegen - 1989: für das Album Greatest Hits - Philippinen - 1990: für das Album Repeat Offender - Schweden - 1989: für das Album Repeat Offender - Spanien - 2024: für die Single Right Here Waiting - Südafrika - 1991: für das Album Repeat Offender | Platin-Schallplatte - Australien - 1989: für die Single Right Here Waiting - 1992: für die Single Hazard - 1992: für das Album Rush Street - Hongkong - 1991: für das Album Repeat Offender - Indonesien - 1991: für das Album Repeat Offender - Kanada - 1988: für das Album Richard Marx - Südkorea - 1990: für das Album Repeat Offender - Taiwan - 1991: für das Album Repeat Offender 2× Platin-Schallplatte - Australien - 1989: für das Album Repeat Offender - Kanada - 1992: für das Album Rush Street - Neuseeland - 1991: für das Album Repeat Offender 3× Platin-Schallplatte - Malaysia - 1991: für das Album Repeat Offender - Singapur - 1991: für das Album Repeat Offender 6× Platin-Schallplatte - Kanada - 1990: für das Album Repeat Offender |

Anmerkung: Auszeichnungen in Ländern aus den Charttabellen bzw. Chartboxen sind in ebendiesen zu finden.
| Land/RegionAuszeichnungen für Musikverkäufe (Land/Region, Auszeichnungen, Verkäufe, Quellen) | Silber  | Gold       | Platin       | Verkäufe   | Quellen                                                    |
| -------------------------------------------------------------------------------------------- | ------- | ---------- | ------------ | ---------- | ---------------------------------------------------------- |
| Australien (ARIA)                                                                            | —       | Gold1      | 5× Platin5   | 385.000    | aria.com.au                                                |
| Chile (IFPI)                                                                                 | —       | Gold1      | —            | 15.000     | worldradiohistory.com                                      |
| Dänemark (IFPI)                                                                              | —       | 3× Gold3   | —            | 105.000    | ifpi.dk                                                    |
| Deutschland (BVMI)                                                                           | —       | Gold1      | —            | 250.000    | musikindustrie.de                                          |
| Hongkong (IFPI/HKRIA)                                                                        | —       | —          | Platin1      | 20.000     | Einzelnachweise                                            |
| Indonesien (ASIRI)                                                                           | —       | —          | Platin1      | 50.000     | Einzelnachweise                                            |
| Japan (RIAJ)                                                                                 | —       | 3× Gold3   | —            | 300.000    | riaj.or.jp                                                 |
| Kanada (MC)                                                                                  | —       | 2× Gold2   | 9× Platin9   | 1.000.000  | musiccanada.com                                            |
| Malaysia (RIM)                                                                               | —       | —          | 3× Platin3   | 150.000    | Einzelnachweise                                            |
| Mexiko (AMPROFON)                                                                            | —       | Gold1      | —            | 100.000    | Einzelnachweise                                            |
| Neuseeland (RMNZ)                                                                            | —       | 2× Gold2   | 2× Platin2   | 62.500     | aotearoamusiccharts.co.nz                                  |
| Norwegen (IFPI)                                                                              | —       | Gold1      | —            | 25.000     | ifpi.no (Memento vom 5. November 2012 im Internet Archive) |
| Philippinen (PARI)                                                                           | —       | Gold1      | —            | 30.000     | worldradiohistory.com                                      |
| Schweden (IFPI)                                                                              | —       | Gold1      | —            | 50.000     | sverigetopplistan.se                                       |
| Schweiz (IFPI)                                                                               | —       | Gold1      | —            | 25.000     | hitparade.ch                                               |
| Singapur (RIAS)                                                                              | —       | —          | 3× Platin3   | 45.000     | Einzelnachweise                                            |
| Spanien (Promusicae)                                                                         | —       | Gold1      | —            | 30.000     | elportaldemusica.es                                        |
| Südafrika (RISA)                                                                             | —       | Gold1      | —            | 25.000     | Einzelnachweise                                            |
| Südkorea (KMCA)                                                                              | —       | —          | Platin1      | 30.000     | worldradiohistory.com                                      |
| Taiwan (RIT)                                                                                 | —       | —          | Platin1      | 50.000     | Einzelnachweise                                            |
| Vereinigte Staaten (RIAA)                                                                    | —       | Gold1      | 11× Platin11 | 10.600.000 | riaa.com                                                   |
| Vereinigtes Königreich (BPI)                                                                 | Silber1 | 4× Gold4   | —            | 900.000    | bpi.co.uk                                                  |
| Insgesamt                                                                                    | Silber1 | 25× Gold25 | 37× Platin37 |            |                                                            |